# Praise & Blame
Praise & Blame is het 39ste studioalbum van de uit Wales afkomstige zanger Tom Jones, die ten tijde van de uitgave zeventig jaar oud was. Het werd voor het eerst uitgegeven op 26 juli 2010 door Island Records en Lost Highway Records. De plaat werd geproduceerd door Ethan Johns, die met name bekend is als producent van alternatieve rockmuziek. Aan het album werkten verder onder anderen Booker T. Jones en Gillian Welch mee.
Praise & Blame is vergelijkbaar met het laatste album van de Amerikaanse countryzanger Johnny Cash, American VI: Ain't No Grave. Dat album werd na diens overlijden uitgegeven en kenmerkte zich door de kale productie en sober getoonzette nummers. Op Praise & Blame keerde Jones als het ware terug naar zijn 'roots' en vertolkte hij nummers die van grote invloed zijn geweest op zijn muzikale carrière. Waar Jones bekendheid verwierf met energieke en bombastisch opgezette hits als "It's Not Unusual" (1965) en "Sex Bomb" (1999), werden bij de opnamen van Praise & Blame de orkestrale uitvoeringen achterwege gelaten. Deze omslag leidde tot kritiek door de vicepresident van de platenmaatschappij Island Records, David Sharpe, die in een uitgelekte e-mail zijn werknemers waarschuwde dat hij de plaat niet uit zou geven.
Op het album staat een verzameling van oude gospel-, soul, blues en folkmuziek. Zo zijn er het bluesnummer "Burning Hell" van John Lee Hooker en het door folkzanger Bob Dylan gecomponeerde "What Good Am I" op te vinden. De bewerking van Dylans nummer werd in een recensie in Het Parool beschreven als "ronduit nederig" en "ingetogen". Jones' cover van "Burning Hell" werd op diens zeventigste verjaardag, 7 juni 2010, als single uitgegeven. Het album bevat daarnaast een verzameling relatief onbekende soul- en gospelnummers, en een uitvoering van de traditional "Ain't No Grave", een nummer dat ook op het laatste album van Cash verscheen.

## Composities
| 1.                 | What Good Am I?         | Bob Dylan                        | 3:51 |
| 2.                 | Lord Help               | Jessie Mae Hemphill              | 3:41 |
| 3.                 | Did Trouble Me          | Susan Werner                     | 4:15 |
| 4.                 | Strange Things          | Sister Rosetta Tharpe            | 3:00 |
| 5.                 | Burning Hell            | Bernard Bessman, John Lee Hooker | 3.26 |
| 6.                 | If I Give My Soul       | Billy Joe Shaver                 | 3:30 |
| 7.                 | Don't Knock             | Pops Staples, Wesley Westbrooks  | 2:16 |
| 8.                 | Nobody's Fault But Mine | traditional                      | 3:40 |
| 9.                 | Didn't It Rain          | traditional                      | 3:21 |
| 10.                | Ain't No Grave          | traditional                      | 3:08 |
| 11.                | Run On                  | traditional                      | 3:58 |
| Totale duur: 38:08 |                         |                                  |      |

| Nr. | Titel                                         | Schrijver(s)                     | Duur |
| --- | --------------------------------------------- | -------------------------------- | ---- |
| 12. | Burning Hell (Ethan Johns' Wood Room version) | Bernard Bessman, John Lee Hooker | 3:12 |

## Bezetting
Aan Praise & Blame werkten de volgende artiesten mee:
- Dave Bronze - basgitaar
- Richard Causon - harmonium
- B.J. Cole - steelstring-gitaar
- Christopher Holland - orgel
- Ian Jennings - basgitaar
- Ethan Johns - banjo, basgitaar, gitaar, percussie, achtergrondzang, mellotron, omnichord
- Booker T. Jones - piano, Hammondorgel
- Tom Jones - zang
- Augie Meyers - Farfisa-orgel
- Allison Pierce - achtergrondzang
- Louis Price - achtergrondzang

- David Rawlings - achtergrondzang
- Henry Spinetti - drums
- Jeremy Stacey - drums
- Camilla Staveley-Taylor - achtergrondzang
- Emily Staveley-Taylor - achtergrondzang
- Jessica Staveley-Taylor - achtergrondzang
- Benmont Tench - piano
- Oren Waters - achtergrondzang
- Gillian Welch - achtergrondzang
- Terry Young - achtergrondzang

## Hitnoteringen

### NederlandseAlbum Top 100
| Hitnotering: 31-07-2010 t/m | Hitnotering: 31-07-2010 t/m | Hitnotering: 31-07-2010 t/m | Hitnotering: 31-07-2010 t/m | Hitnotering: 31-07-2010 t/m | Hitnotering: 31-07-2010 t/m | Hitnotering: 31-07-2010 t/m | Hitnotering: 31-07-2010 t/m | Hitnotering: 31-07-2010 t/m | Hitnotering: 31-07-2010 t/m | Hitnotering: 31-07-2010 t/m | Hitnotering: 31-07-2010 t/m | Hitnotering: 31-07-2010 t/m | Hitnotering: 31-07-2010 t/m | Hitnotering: 31-07-2010 t/m | Hitnotering: 31-07-2010 t/m | Hitnotering: 31-07-2010 t/m | Hitnotering: 31-07-2010 t/m | Hitnotering: 31-07-2010 t/m | Hitnotering: 31-07-2010 t/m | Hitnotering: 31-07-2010 t/m |
| Week                        | 01                          | 02                          | 03                          | 04                          | 05                          | 06                          | 07                          | 08                          | 09                          | 10                          | 11                          | 12                          | 13                          | 14                          | 15                          | 16                          | 17                          | 18                          | 19                          | 20                          |
| --------------------------- | --------------------------- | --------------------------- | --------------------------- | --------------------------- | --------------------------- | --------------------------- | --------------------------- | --------------------------- | --------------------------- | --------------------------- | --------------------------- | --------------------------- | --------------------------- | --------------------------- | --------------------------- | --------------------------- | --------------------------- | --------------------------- | --------------------------- | --------------------------- |
| Nummer                      | 29                          | 16                          | 21                          | 30                          | 50                          | 72                          | 81                          | 81                          | 91                          | 73                          | 80                          |                             |                             |                             |                             |                             |                             |                             |                             |                             |

### VlaamseUltratop 100Albums
| Hitnotering: 07-08-2010 t/m 04-09-2010 | Hitnotering: 07-08-2010 t/m 04-09-2010 | Hitnotering: 07-08-2010 t/m 04-09-2010 | Hitnotering: 07-08-2010 t/m 04-09-2010 | Hitnotering: 07-08-2010 t/m 04-09-2010 | Hitnotering: 07-08-2010 t/m 04-09-2010 | Hitnotering: 07-08-2010 t/m 04-09-2010 |
| Week                                   | 01                                     | 02                                     | 03                                     | 04                                     | 05                                     |                                        |
| -------------------------------------- | -------------------------------------- | -------------------------------------- | -------------------------------------- | -------------------------------------- | -------------------------------------- | -------------------------------------- |
| Nummer                                 | 23                                     | 39                                     | 50                                     | 50                                     | 93                                     | uit                                    |